# Nilul Alb
Nilul Alb (arabă النيل الأبيض an-nīl al-'abyaḍ) este un râu din Africa, unul din cei doi afluenti importanțți ai fluviului Nil, cel mai mare dintre aceștia fiind Nilul Albastru.
Numele de „Nilul Alb” se datorează sedimentelor transportate de apa sa, care schimbă culoarea apelor sale într-o culoare pală.
În sensul strict al cuvântului, desemnarea de Nilul Alb (engleză White Nile) se referă la râul format din Lacul No, la confluenta dintre râurile Bahr al Jabal și Bahr el Ghazal. Într-un sens mai larg, denumirea de „Nilul Alb” se referă la toate micile râuri care se formează din Lacul Victoria prin unirea ulterioară a acestora cu Nilul Albastru, așa zisul Nilul Victoria, ce se scurge din Lacul Victoria via Lacul Kioga către Lake Albert, apoi așa numitul „Nilul Albert" spre granița cu Sudanul de Sud, și, în sfârșit, Nilul Montan (sau "Mountain Nile" sau "Bahr-al-Jabal") înspre Lacul No.
Uneori, prin Nilul Alb se poate înțelege și apele Lacului Victoria, al cărui cel mai îndepărtat punct este situat la circa 3.700 km (2.300 mi) departare de Nilul Albastru.
Căutările secolului al 19-lea de descoperire a izvoarelor Nilului, efectuate de exploratorii europeni de atunci, fuseseră în mare parte concentrate pe identificarea cursului de apă și a „traiectoriei” Nilului Alb, care aparent „dispăreau” în ceea ce aceiași europeni o numeau "[The] Darkest Africa" – “Cea mai intunecată Africa.”

Hartă indicând Nilul Alb și Nilul Albastru în Africa de Est.

## Curs

### Cursuri majore de apă

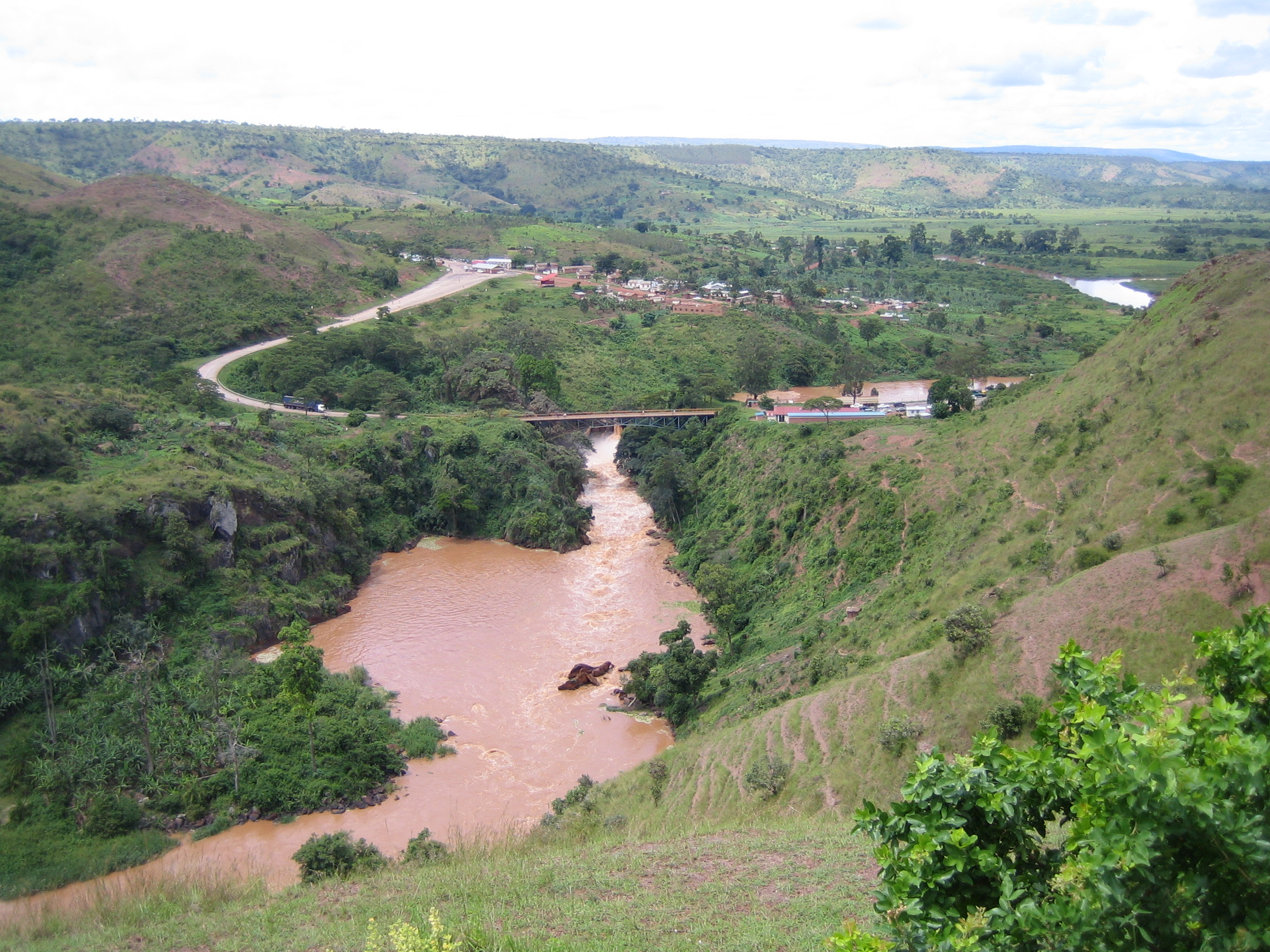
Cascada Rusumo

Raul Kagera, care se varsă în Lacul Victoria în apropierea orașului Bukoba din Tanzania, este cel mai 
lung râu ce alimentează Lacul Victoria, deși sursele nu se pun de acord asupra identificării celui mai lung afluent al râului Kagera, ceea ce ar însemna desemnarea sursei celei mai probabile ca fiind originea Nilului..
Deocamdată, cu probabilitate mare, sursele originare ale Nilului pot fi considerate a fi fie râul Ruvyironza, care izvorăște din provincia Bururi, Burundi (în apropiere de Bukirasaz), ori  Râul Nyabarongo, care străbate Padurea Nyungwe din Rwanda.
Aceste doua râuri generatoare au confluența în apropiere de Cascada Rusumo la granița dintre Rwanda și Tanzania. Acest grup de cascade este cunoscut, mai ales, datorită unui eveniment din zilele de 28–29 aprilie 1994, când circa 250.000 de locuitori ai Rwandei au trecut podul peste Rusumo Falls în localitatea Ngara, Tanzania, în doar 24 de ore, în ceea ce Înaltul Comisar pentru Refugiați (al Națiunilor Unite) a etichetat ca fiind „cel mai masiv și rapid exod de refugiați” (conform originalului, din engleză ... the largest and fastest refugee exodus in modern times.)
Kagera formează parte a granițelor Rwanda – Tanzania și Tanzania – Uganda, înainte de deversarea sa în Lacul Victoria.

### În Uganda

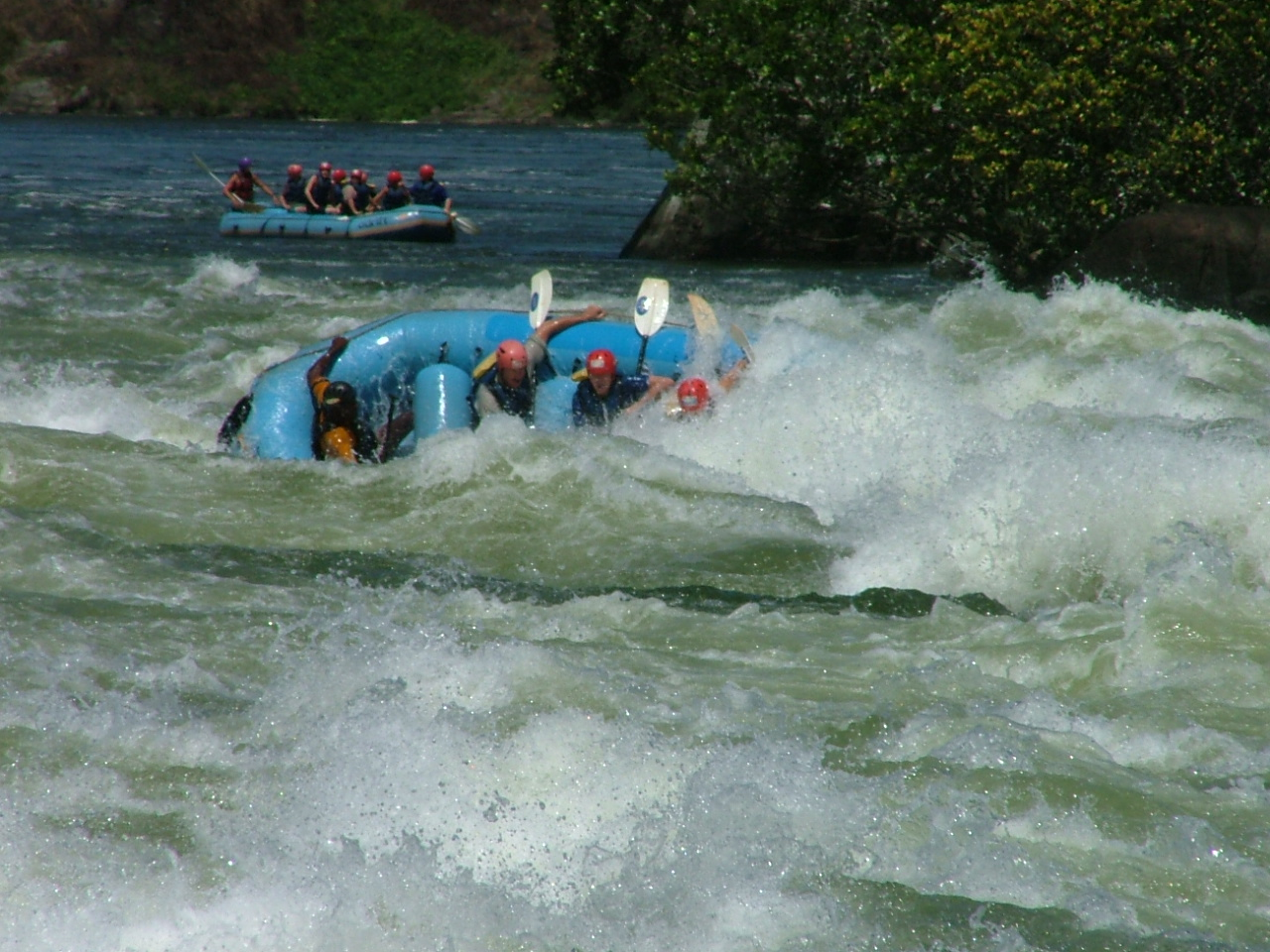
Sportivi - „plutași” - în Cascada Bujagali, în apropierea gurii de vărsare a Nilului Victoria

Nilul Alb este cunoscut, în Uganda, mai ales sub denumirea de Nilul Victoria (engleză Victoria Nile), ce se scurge din Lacul Victoria via Lacul Kyoga în Lacul Albert, și, de acolo, este cunoscut ca Nilul Albertin (engleză Albert Nile), până la granița cu Sudanul de Sud.

#### Nilul Victoria (Victoria Nile)
Cursul râului, cunoscut ca Nilul Victoria, începe de la gura de deversare a Lacului Victoria, la Jinja, Uganda, pe țărmul nordic al lacului.
În aval de Nalubaale Power Station, respectiv de Kiira Power Station, la acea gura de deversare, râul curge și se varsă prin Cascada Bujugali (care este și localizarea Bujagali Power Station) la circa 15 km (9,3 mi) în aval de Jinja. Apoi, râul curge spre nord-vest, prin Uganda, înspre Lacul Kyoga, ce se află în centrul țării, și apoi curge spre vest, către Lacul  Albert.

#### Nilul Albert(in) (Albert Nile)

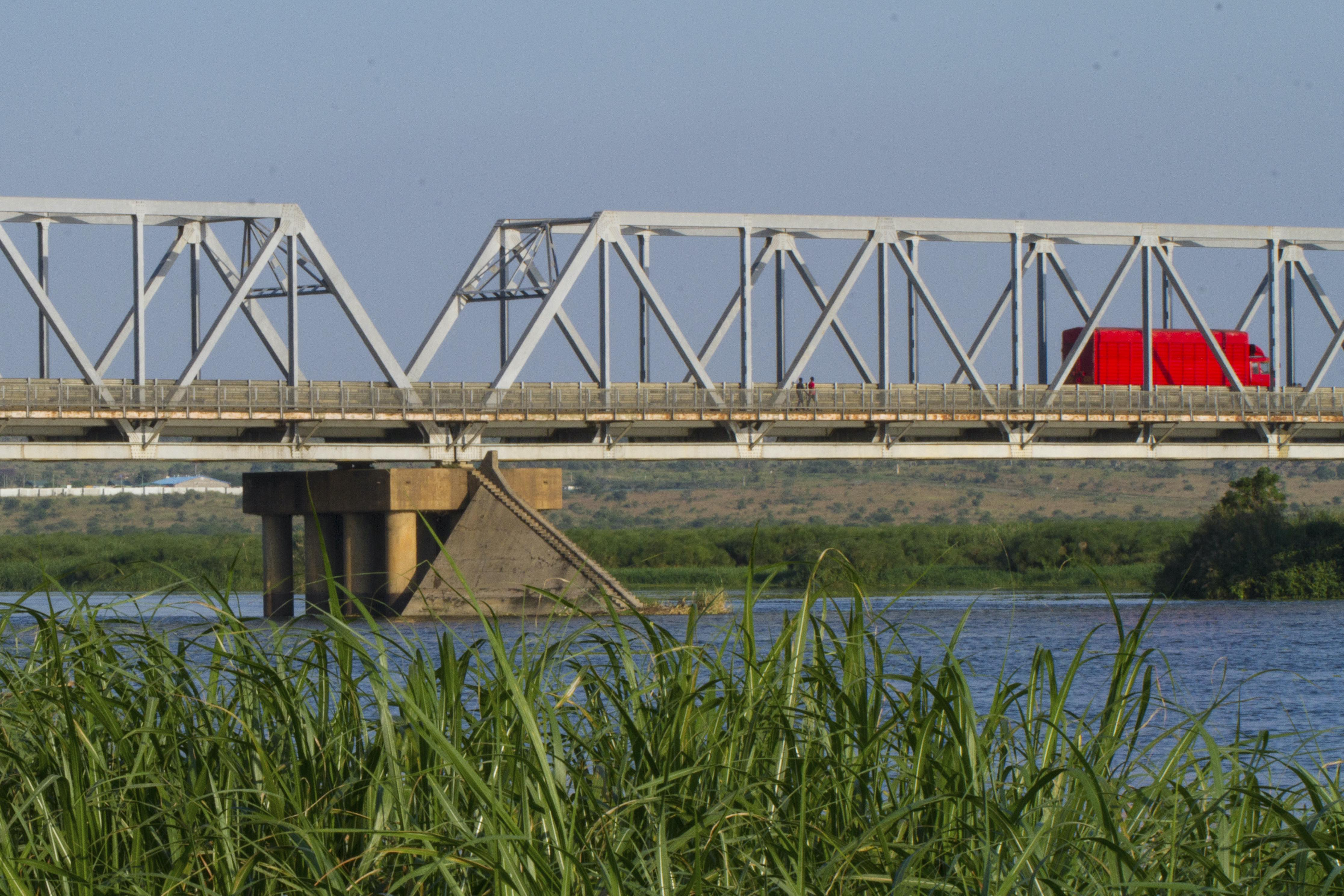
Pod peste Albert Nile

Râul care se scurge din Lacul Albert, către nord, este cunoscut ca Nilul Albert(in) (în engleză Albert Nile). Acesta separă sub-regiunea Nilul de Vest (în engleză West Nile) a Ugandei de restul țării. Un pod trece peste Albert Nile, în apropiere de locul formării sale, în districtul Nebbi, dar este singurul existent pe această apă curgătoare. Un vas de tip ferry face legătura între localitățile Adjumani și Moyo, dar, cu această excepție, râul este travesat, cel mai adesea, cu bărci micuțe sau de tip canoe.

## Ape interioare navigabile
Nilul Alb este curs de apă navigabilă engleză waterway din Lacul Albert către Khartoum prin Jebel Aulia Dam. Doar între Juba și Uganda, râul necesită modificări de tip canalizare pentru a îl face navigabil.
În anumite părți ale anului, multe din răuri sunt navigabile între localitatea Gambela, Etiopia, și orașul Wau din Sudanul de Sud.

## Vezi si
- Lista de râuri din Sudan
- Lista de râuri din Sudanul de Sud

## Referinte
1. ↑  en Elsanabary, Mohamed Helmy Mahmoud Moustafa (2012), Teleconnection, Modeling, Climate Anomalies Impact and Forecasting of Rainfall and Streamflow of the Upper Blue Nile River Basin, Canada: University of Alberta, doi:10.7939/R3377641M, hdl:10402/era.28151
2. ↑  en The New American Cyclopaedia: A Popular Dictionary of General Knowledge, Volume 12. 1867. p. 362. Arhivat din original la 30 martie 2023. Accesat în 30 martie 2023.
3. ↑  en Dumont, Henri J. (2009). The Nile: Origin, Environments, Limnology and Human Use. Springer Science & Business Media. pp. 344–345. ISBN 9781402097263. Arhivat din original la 30 martie 2023. Accesat în 30 martie 2023.
4. ↑  en Penn, James R. (2001). Rivers of the World: A Social, Geographical, and Environmental Sourcebook. ABC-CLIO. p. 299. ISBN 9781576070420. Arhivat din original la 30 martie 2023. Accesat în 30 martie 2023.
5. ↑  en McLeay, cam (2 iulie 2006). „The truth about the source of R. Nile”. New Vision. Arhivat din original la 9 aprilie 2011. Accesat în 4 aprilie 2011.
6. ↑  en „Nile River”. Arhivat din original la 10 ianuarie 2007. Accesat în 5 februarie 2011.
7. ↑  en „Team reaches Nile's 'true source'”. BBC News. 31 martie 2006. Arhivat din original la 1 iunie 2013. Accesat în 4 aprilie 2011.
8. ↑  en vanden Bossche, J.-P.; Bernacsek, G. M. (1990). Source Book for the Inland Fishery Resources of Africa, Issue 18, Volume 1. Food and Agriculture Organization, United Nations. p. 291. ISBN 92-5-102983-0. Accesat în 4 ianuarie 2016.

## Legaturi externe
- Nile inland Waterways Arhivat în 24 ianuarie 2021, la Wayback Machine.
- South Sudan Waterway Assessment Arhivat în 9 iunie 2022, la Wayback Machine.
- Feasibility study river barge system (Cranes on trucks/loader cranes and pallets can increase efficiency)

  Materiale media legate de Nilul Alb la Wikimedia Commons